# Лудвиг Фридрих фон Саксония-Хилдбургхаузен
Лудвиг Фридрих фон Саксония-Хилдбургхаузен (на немски: Ludwig Friedrich von Sachsen-Hildburghausen; * 11 септември 1710, Хилдбургхаузен; † 10 юни 1759, Неймеген) от Ернестинската линия на Ветините, е принц от Саксония-Хилдбургхаузен и генерал-фелдмаршал в баварската войска.

## Живот
Той е по-малкият син на херцог Ернст Фридрих I фон Саксония-Хилдбургхаузен (1681 – 1724) и съпругата му София Албертина фон Ербах-Ербах (1683 – 1742), дъщеря на граф Георг Лудвиг I фон Ербах-Ербах (1643 – 1693).
През 1722 г. Лудвиг Фридрих и по-големият му брат е Ернст Фридрих II (1707 – 1745) предприемат пътуване до Франция, където присъстват на празненствата за коронизацията на крал Луи XV.
Още на младини Лудвиг Фридрих постъпва на императорска военна служба. От 1738 г. той е генерал-майор, а една година по-късно участва в похода против турците. През 1739 г. е генерал-фелдвахтмайстер. През 1741 г. постъпва на служба в баварската войска и се бие в Австрийската наследствена война. През 1742 г. е генерал-фелдмаршал-лейтенант в Бавария.
През 1745 г. курфюрст Максимилиан III го назначава за главнокомандващ на цялата баварска войска. През 1746 − 1748 г. Лудвиг Фридрих се сражава в Австрийската наследствена война в Холандия. През 1748 г. той напуска баварската си служба и се връща в родния си град.
Лудвиг Фридрих се жени на 4 май 1749 г. във Вайкерсхайм за принцеса Кристина Луиза фон Шлезвиг-Холщайн-Зондербург-Норбург-Пльон (* 27 ноември 1713, Пльон; † 5 април 1778, Хайлброн), вдовица на граф Албрехт Лудвиг Фридрих фон Хоенлое-Вайкерсхайм (1716 – 1744), дъщеря на херцог Йоахим Фридрих фон Шлезвиг-Холщайн-Зондербург-Норбург-Пльон (1668 – 1722) и принцеса Магдалена Юлиана фон Цвайбрюкен-Биркенфелд (1686 – 1720). Те нямат деца.
Притиснат от финансови задължения, той се връща на активна служба в Холандия и умира през 1759 г. като губернатор на Неймеген.